# Ariadne personata
Ariadne personata es una especie de lepidóptero de la familia Nymphalidae, del género Ariadne.

## Localización
Esta especie de lepidóptero se localiza en Zaire.